# Castillo de Ciria
El castillo de Ciria es un fortaleza medieval ubicada en la localidad española de igual nombre, en la provincia de Soria.

## Historia
La historia del castillo se vincula al paso de los musulmanes por la zona, ya que sirvió para vigilarles el paso. Por Ciria pasaba una ruta que circulaba desde Bilbilis a Numancia. Escenario de pactos y batallas, Ciria estuvo vinculada a los conflictos fronterizos entre castellanos y aragoneses, siendo entregada la villa en 1395 a Juan Hurtado de Mendoza por el rey Enrique el doliente, junto con Ágreda, Vozmediano y Borobia, pese a la resistencia de Agreda. 
En 1430 el rey aragonés se apodera de los castillos de Ciria y Borobia, pasando nuevamente a manos castellanas tras la firma en Nápoles, en
1437, de las paces entre Aragón, Castilla y Navara. En 1443, se tiene noticia de que doña Aldara, sobrina del condestable don Álvaro de Luna, lleva Ciria como dote de boda con Don Carlos de Arellano, hijo del señor de los Cameros. Ya en 1771 se crea el título de Marqués de Ciria, entregado a Don José Pedro de Luna, llegando la sucesión hasta el Vizconde de Eza, Don Luis Marichalar y sus descendientes, el actual conde de Ripalda.

## Descripción
La estructura existente en la cima del cerro posee una longitud total de unos 10 metros con una anchura de aproximadamente 1 metro. Presenta forma rectangular y está conformado por sillarejo con dos lienzos cuya zona interior está rellenada con otras piedras también calizas irregulares. La construcción queda recogida mediante una argamasa de cal y canto con piedras cuarcíticas de pequeño tamaño que funcionan como aglutinante. Así
mismo esta argamasa se ha utilizado para revocar el exterior del muro.
La muralla conservada se encuentra jalonada por una treintena de almenas, algunas presentan terminación en punta de diamante, y hasta diez saeteras. Así mismo cuenta con puerta de acceso pero no dispone de torre del homenaje ni de torres de flanqueo. El interior del castillo, lo poco que queda, muestra un aspecto quebrado e irregular en altura. 

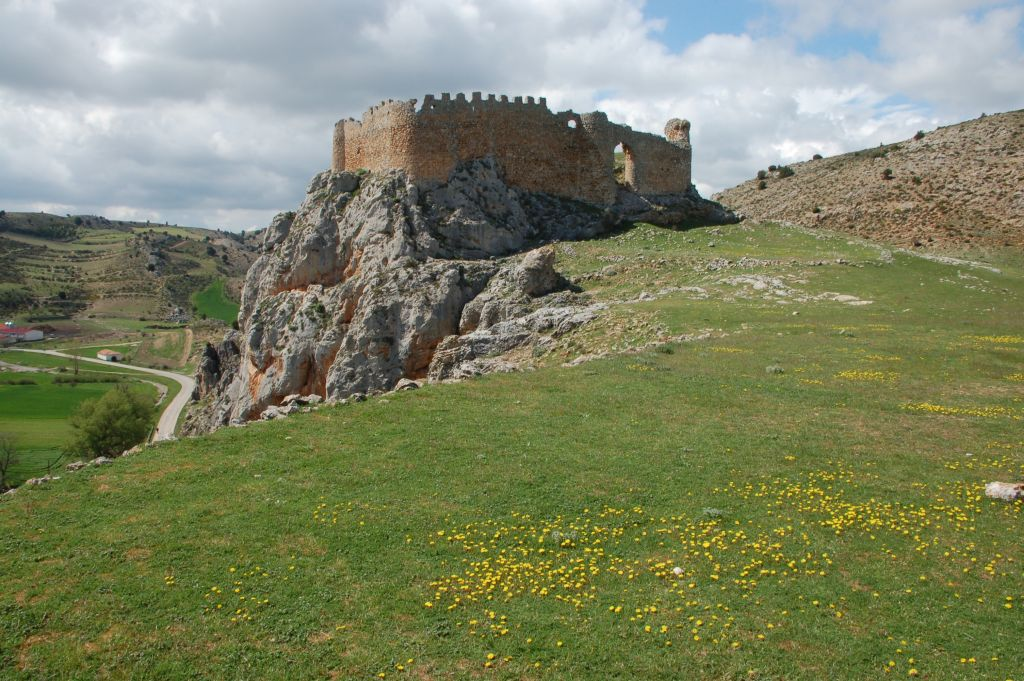
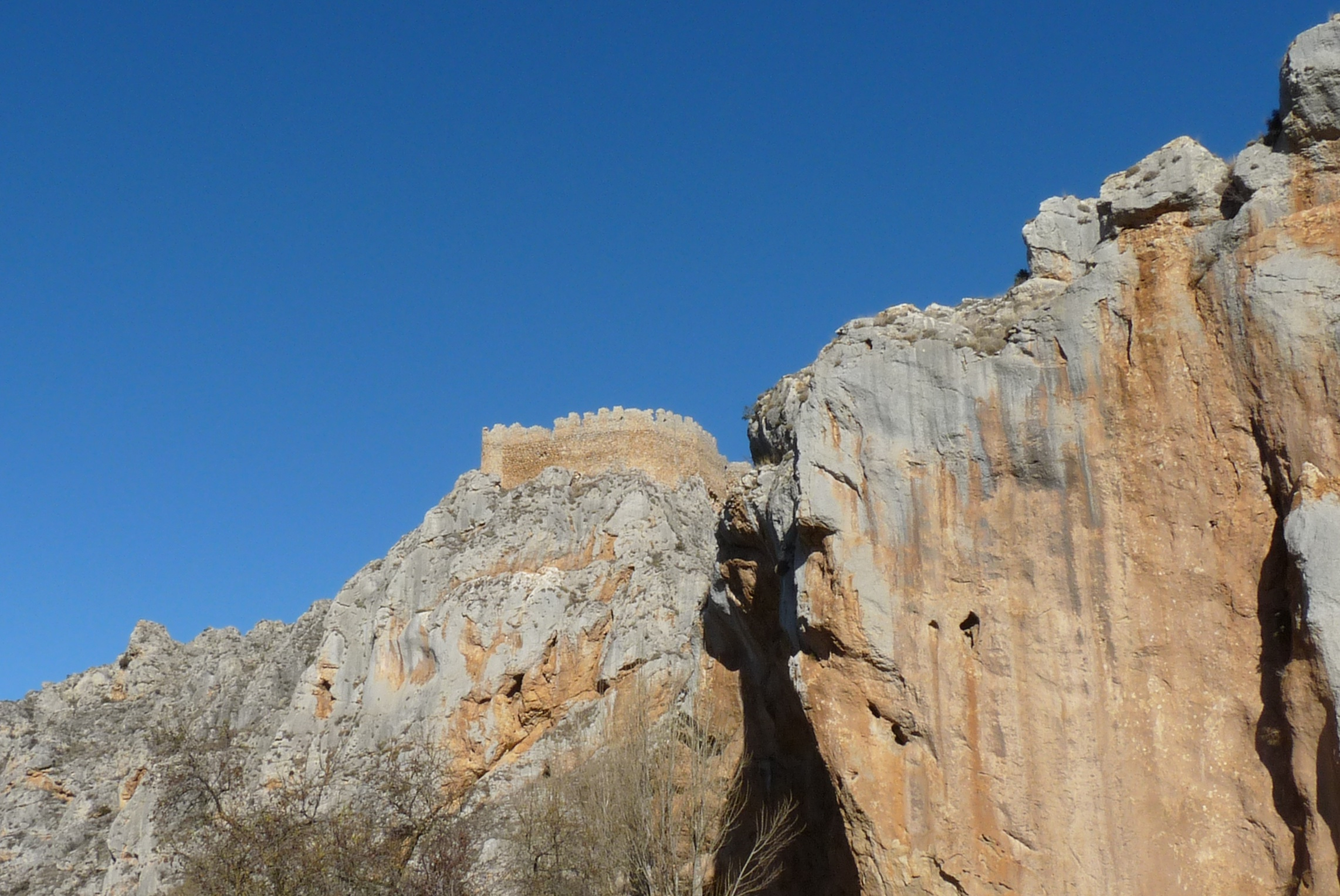
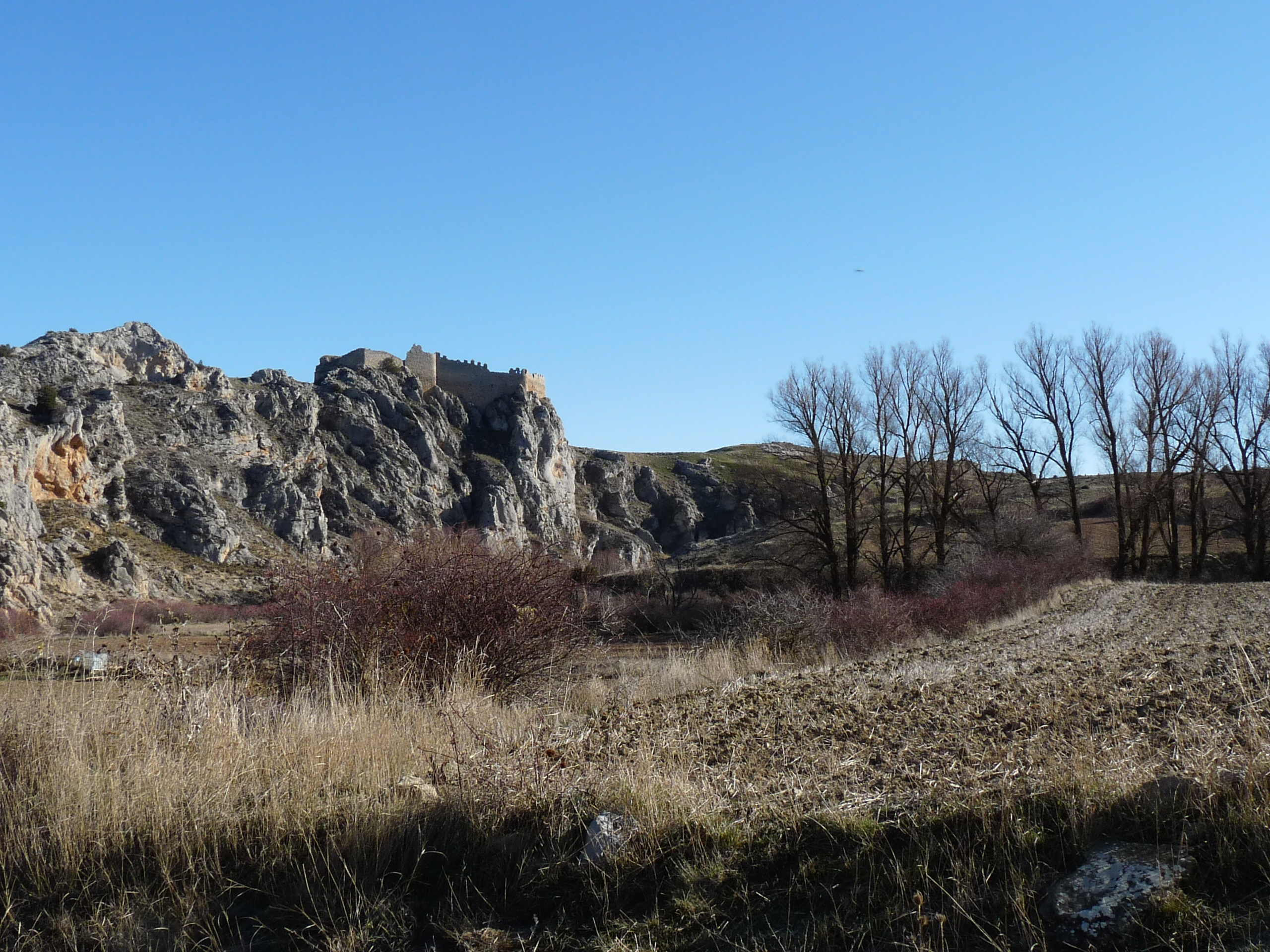
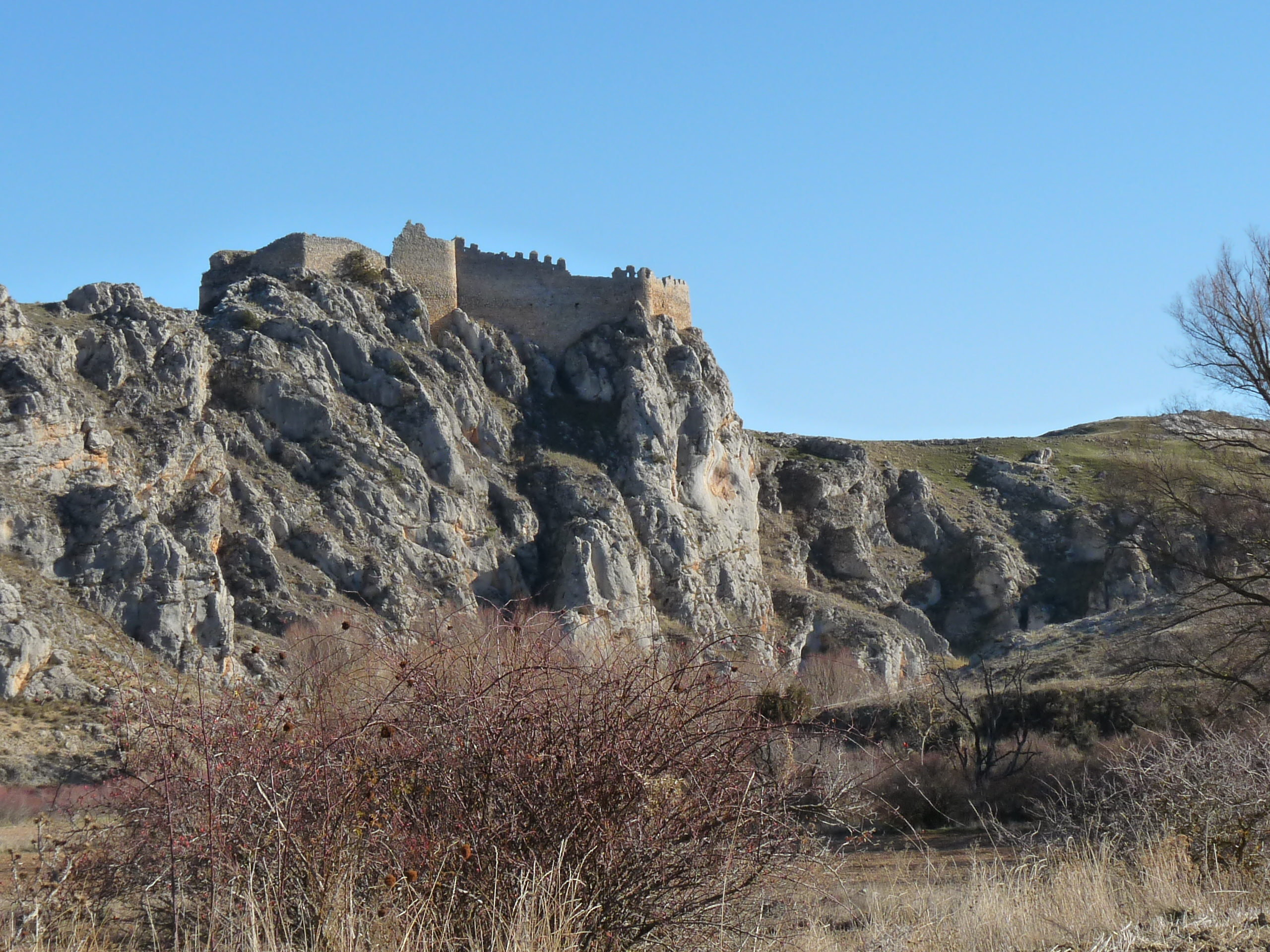